# The Neon Demon
The Neon Demon är en dansk-fransk-amerikansk skräck-thrillerfilm från 2016 regisserad av Nicolas Winding Refn. 
Filmen handlar om Jesse, en modell som är ny i Los Angeles på jakt efter framgång. Hennes skönhet och ungdom skapar intensiv fascination och svartsjuka inom modebranschen. Avundsjukan leder andra kvinnor till att alltmer extrema åtgärder för att fånga Jesses skönhet.
Filmen hade premiär vid filmfestivalen i Cannes 2016, där den tävlade om Guldpalmen.

## Rollista (i urval)
- Elle Fanning – Jesse
- Christina Hendricks – Roberta Hoffmann
- Keanu Reeves – Hank